# Order Luizy
Order Luizy lub Order Ludwiki (niem. Luisen-Orden) – do 1918 jeden z niewielu orderów damskich Królestwa Prus. Nadawano go kobietom, które wyróżniły się swoją pomocą podczas pruskiego wysiłku wojennego.

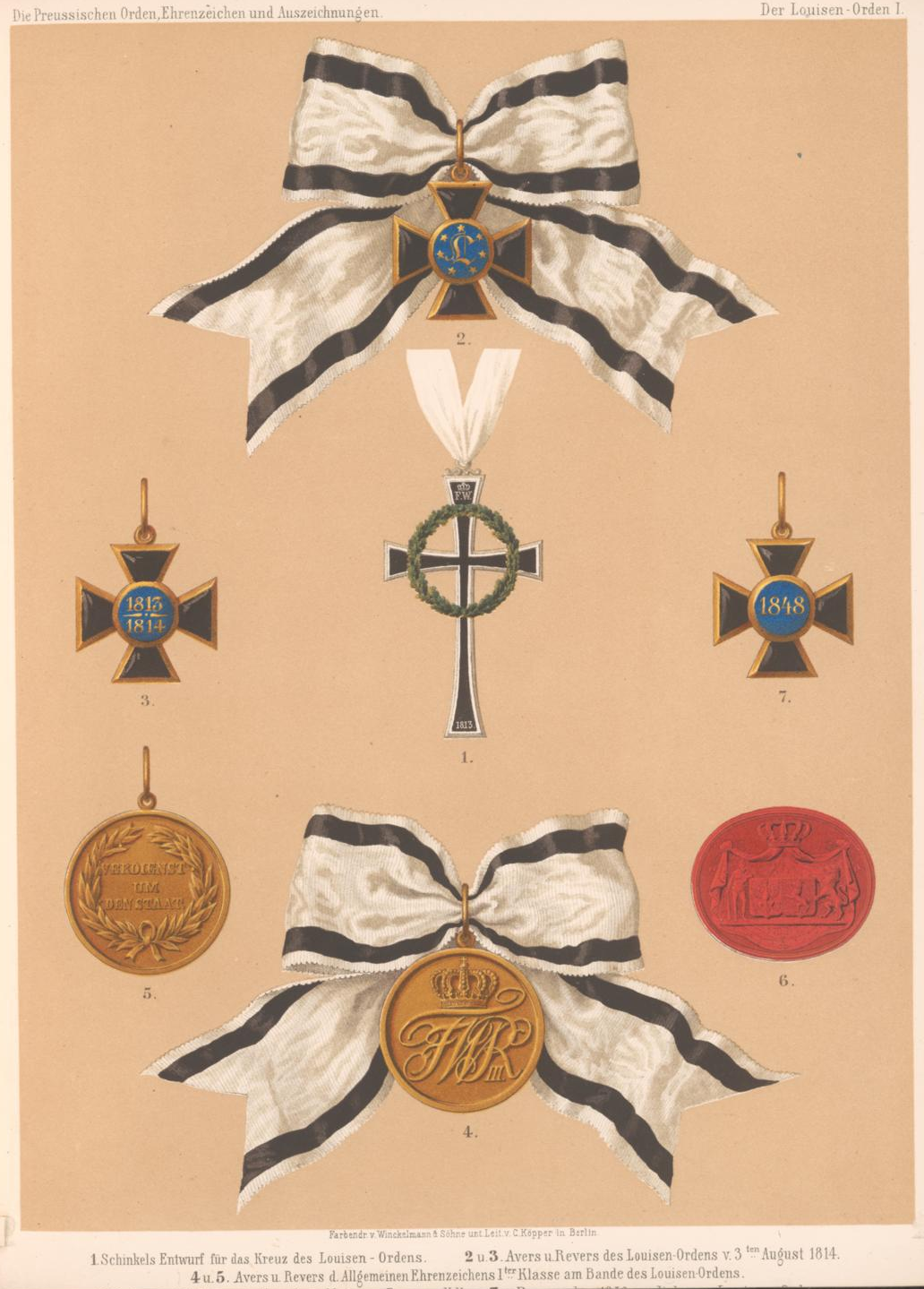
Insygnia wojenne

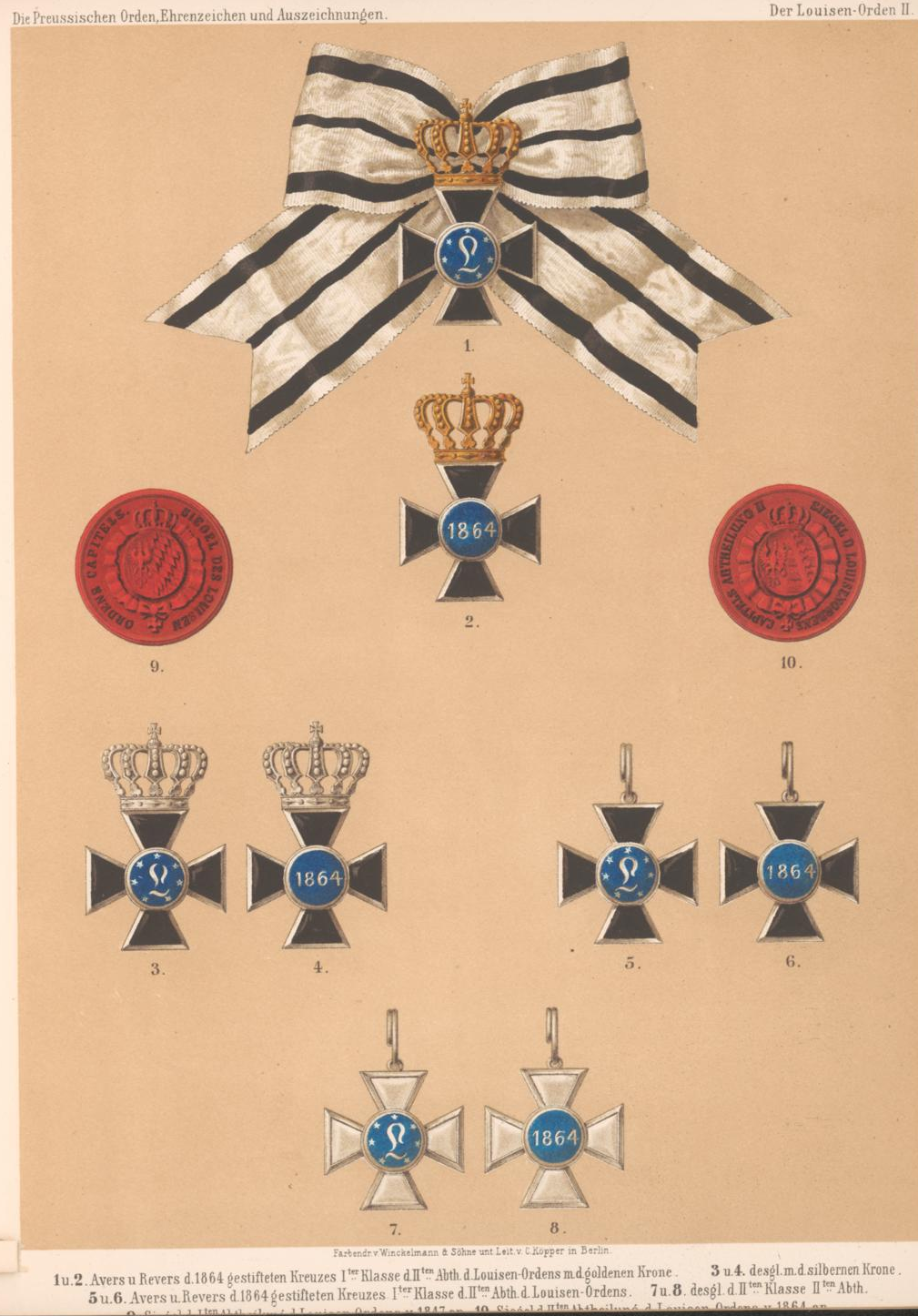
Insygnia pokojowe

## Historia i insygnia
Order został ustanowiony 3 sierpnia 1814 – w czasie wojen z Napoleonem I – przez króla Prus Fryderyka Wilhelma III dla uczczenia pamięci jego zmarłej w 1810 małżonki, Luizy i był przeznaczony wyłącznie dla kobiet.
Odznaką pierwotnie jednoklasowego orderu był złoty krzyż grecki z rozszerzonymi ramionami (niem. Tatzenkreuz, fr. Croix pattée), emaliowany na czarno, z literą „L” otoczoną siedmioma złotym gwiazdkami w niebieskim medalionie awersu. W medalionie rewersu znajdowały się najpierw daty „1813–1814”, zaś od Wiosny Ludów daty: „1848–1849”. Ten drugi model był nadawany od 1850. Liczba dam orderu, które musiały być poddankami pruskimi, ograniczona była do stu. Damy wyznania niechrześcijańskiego otrzymywały zamiast krzyża złoty medal z medalionem „L” z awersu orderu.
Syn Luizy, król Wilhelm I, ustanowił 30 października 1865 drugi, niższy stopień orderu, podzielony na dwie klasy, z mniejszymi, nieemaliowanymi krzyżami. Ostatni król pruski Wilhelm II dodał do orderu Wielki Krzyż z gwiazdą noszoną na piersi (1914), nie wiadomo jednak czy były jakiekolwiek nadania. Po upadku pruskiej monarchii w 1918 Order Luizy nie był nadawany jako odznaczenie państwowe, przetrwał jako order domowy cesarskiego rodu Hohenzollernów, którego wielkim mistrzem jest obecny pretendent do niemieckiego tronu Jerzy Fryderyk.
Odznaczenia było noszone w formie damskiej kokardy nad lewą piersią na białej wstążce orderowej z dwoma czarnymi bocznymi paskami za zasługi w czasie wojny, lub z trzema czarnymi paskami za zasługi w czasie pokoju.